# Народы Таджикистана
В Таджикистане проживают представители около 80 народов.
Из них таджики составляют 80 %, узбеки — 15,3 %, русские — 1,1 %.

## Иранские народы
Иранскую языковую семью представляют:
- Таджики;
- Ягнобцы;
- Памирские народы (шугнанцы, рушанцы, ваханцы, сарикольцы, ишкашимцы, язгуламцы и другие).

### Памирцы
Памирцы населяют высокогорную местность на востоке Таджикистана; в основном исповедуют Исмаилизм (ветвь шиизма), в отличие от большинства населения Таджикистана — мусульман-суннитов.

## Тюрки
Тюрки включают в себя узбеков, киргизов, лакайцов, кунгратов, катаганов, юзи, минги, барлосов и других.

## Славяне
Славяне включают в себя русских, белорусов, украинцев, поляков и других.

## Семиты
Семиты включают в себя арабов и бухарских евреев.